# Chelogonobolus nahuus
Chelogonobolus nahuus är en mångfotingart som först beskrevs av Jean-Henri Humbert och Henri Saussure 1869.  Chelogonobolus nahuus ingår i släktet Chelogonobolus och familjen Allopocockiidae. Inga underarter finns listade i Catalogue of Life.